# Fudzsimoto Miki
Fudzsimoto Miki (藤本美貴; férjezett nevén: Shoji Miki 庄司美貴) (1985. február 26. –) japán színésznő, énekesnő és modell. A Morning Musume hatodik generációjának tagja, a Hello! Project volt szólistája.

## Élete

### 2000–2002
2000-ben indult a Morning Musume negyedik generációjának meghallgatásain, és bár végül nem került be a csoportba, a H!P látókörében maradt ének- és táncképzése idejére. 2001-ben a „Shin bishoujo nikki” című televíziós műsorban mint színésznő debütált.  Szólókarrierjét 2002-ben kezdte meg, ekkor kapott helyett a Gomattou elnevezésű trióban, majd az Odoru11 nevű kevert csapatban is.

### 2003–2005
2003-ban megjelent első albuma, a „MIKI1”. Ebben az évben fellépett a „Kouhaku Uta Gassen” újévi adásában, majd Cunku bejelentette, hogy hozzá fogja őt adni a Morning Musume hatodik generációjához. Féligmeddig csatlakozott a Country Musume-hez, majd tagja lett a Morning Musume Otomegumi-nak és a 11Water kevert csapatnak. 2005-ben Jagucsi Mari távozásával ő lett a Morning Musume alvezetője, majd tagja lett a Sexy otonajan-nak.

### 2006–2008
2006-ban jelentették be, hogy Macuura Aja-val duót alkotnak majd, a 2007-ben debütáló GAM-et. 2007 májusában átvette a Morning Musume vezetését Josizava Hitomi-tól. Májusban történt az is, hogy a Friday magazin képeket közölt arról, ahogy a Sinagava Soudzsi komikuspáros egyik tagjával, Soudzsi Tomoharu-val sétálgat, majd cikkeztek arról, ahogy vacsorázni mennek, majd Miki lakásába, szaunáznak, később pedig visszatérnek Soudzsi lakására. Morning Musume pozíciója a botrány miatt veszélybe került, de az UFA nem tett az ügyben komolyabb lépéseket, mivel nem találták kellőképp bizonyítottnak az esetet. A „Young Town Doyoubi” rádióműsorban azonban Miki elmondta, hogy igenis eljár Soudzsi-val szórakozni, és ezügyben beszélni is fog az UFA vezetőjével, Jamazaki Naoki-val. Június elsején lemondott Morning Musume tagságáról, azonban az UFA, a Hello! Project és a GAM tagja is maradt. A 2008-as téli H!P koncerten nem vett részt, a pletykák szerint pedig ez volt a büntetése a botrány miatt. 2008-ban jelent meg Horiucsi Takao-val közreműködő kislemeze, az „Okitegami”, majd szerepet kapott a „Grease” musicalben.

### 2009–2011
2009 márciusában Miki és párja két év járás után bejelentették, hogy nyáron összeházasodnak. A nyár végén fellépett a Japan Festa-n Bangkokban. Ennek ellenére a blogjában is elnézést kért az okozott károkért. Szeptemberben tagja lett az Afternoon Musume-nek. 2011 telén Jokohama-ban yakiniku éttermet nyitott, majd bejelentették, hogy tagja lesz a Dream Morning Musume-nek. Júniusban reklámarca lett a Scalp-D samponnak, majd modellje lett a „a.g. plus” ruházati márkának. Szeptemberben bejelentették, hogy várandós első gyermekével.

### 2012–2015
2012 januárjában megszületett kisfia. Szülési szabadságáról 2013-ban tért vissza, a Hello! Project 15. évfordulója alkalmából rendezett téli koncertjén elénekelte egy dalát, a „Romantic ukare mode”-ot. 2015 nyarán megszületett második gyermeke, egy kislány.

## Diszkográfia
Albumok
- Miki 1

Kislemezek
- Aenai Nagai Nichiyoubi
- Sotto Kuchizukete Gyutto *Dakishimete
- Romantic Ukare Mode
- Boyfriend
- Boogie Train ’03
- Usotsuki Anta (Morning Musume feldolgozás)
- Okitegami